# Erik translatus
Erik translatus eller Ericus translatus (lat., "Erik flyttad"), kallades tidigare den dag (24 januari), då Erik den heliges kvarlevor 1273 flyttades från Gamla Uppsala till Östra Aros (det nuvarande Uppsala). 
På runstaven utmärktes denna dag med en dödskalle mellan två korslagda ben. Under den katolska tiden firades dagen årligen med stor prakt och ståt, varvid den helige Eriks reliker bars till den gamla vilostaden och åter till sin plats igen.